# Штыренков, Вениамин Валентинович
Вениамин Валентинович Штыренков (род. 23 апреля 1958, Сталинград) — советский и российский шахматист. Мастер спорта СССР (1984), международный гроссмейстер (1999). Учился в шахматной школе ДСО «Урожай» у тренера Натальи Павловны Яхтенфельд. Выступал за спортивное общество «Урожай».
Чемпион Волгоградской области 1979 г. — 12 очков из 15.
Чемпион РСФСР 1986 г. — 11,5 очков из 17.
Разделил 3-9 места на международном турнире в Катовице (Польша) 1992 г. — 7 очков из 9.
Победитель кругового турнира в Волгограде 1997 г. — 10 очков из 13.
Победитель II Открытого шахматного турнира энергетиков памяти Ботвинника в личном зачете 2012 г. — 6,5 из 7 очков
Занял второе место на Мемориале Р. Я. Горенштейна-2022 в июне 2022 года в Ялте — 7,5 очков из 9